# Sheila McCarthy
Sheila McCarthy (ur. 1 stycznia 1956 w Toronto) – kanadyjska aktorka filmowa, telewizyjna, teatralna i głosowa oraz piosenkarka.
Jedna z najbardziej utytułowanych kanadyjskich aktorek, zdobyła dwie nagrody Genie (film), dwie nagrody Gemini (telewizja), nagrodę ACTRA i dwie nagrody Dora (teatr). Jedną z jej najbardziej rozpoznawalnych ról na dużym ekranie jest Samantha, reporterka wiadomości w filmie Szklana pułapka 2 z Bruce’em Willisem w roli głównej.

## Życiorys
W młodości uczęszczała do szkoły średniej Thornlea w Thornhill. Po raz pierwszy wystąpiła na scenie w wieku 6 lat w sztuce Piotruś Pan na deskach Toronto Elgin Theatre. Później uczęszczała na University of Victoria i spędziła rok pracując z nauczycielką aktorstwa Utą Hagen w HB Studio w Nowym Jorku, a także pracowała z zespołem Second City w Toronto.

## Życie prywatne
Jej mąż, aktor Peter Donaldson zmarł w 2011. Ma dwie córki, Drew i Mackenzie Donaldson.
Aktywnie działa w The Quilt Project, grupie wsparcia dla rodzin dotkniętych rakiem piersi, oraz Canadian Feed the Children, organizacji charytatywnej walczącej z ubóstwem dzieci.

## Filmografia
- 1986: Four on the Floor (serial telewizyjny)
- 1990: Szklana pułapka 2 – Samantha Coleman
- 1990: Świetlisty anioł – Nina
- 1991: Raj odzyskany – Sally Pike
- 1991: Rupert (serial animowany) – głos
- 1995–1996: Gdzie diabeł mówi dobranoc (serial telewizyjny) – Sue Walsh
- 1996: Areszt domowy – Gwenna Krupp
- 1998–2000: Emilka ze Srebrnego Nowiu (serial telewizyjny) – ciotka Laura Murray
- 2004: Pojutrze – Judith
- 2004: Julia – Grace Dexter
- 2005: Poszukiwani (serial telewizyjny) – Dr Eleanor Reese
- 2006: Piękne mleczarki (serial telewizyjny) – Fran Walker
- 2007: Śniadanie ze Scotem – pani Patterson
- 2007–2012: Little Mosque on the Prairie (serial telewizyjny) – Sarah Hamoudi
- 2013: Detektyw Murdoch (serial telewizyjny) – Felicity Dawes
- 2019: Star Trek: Discovery (serial telewizyjny) – Amesha
- 2019: Ania, nie Anna (serial telewizyjny) – pani Blackmore
- 2019: The Umbrella Academy (serial telewizyjny) – Agnes
- 2021: The Good Doctor (serial telewizyjny) – Rose Babcock